# Långselet (Stensele socken, Lappland)
Långselet är en sjö i Storumans kommun i Lappland och ingår i Umeälvens huvudavrinningsområde. Sjön har en area på 1,98 kvadratkilometer och ligger 300,2 meter över havet.

## Delavrinningsområde
Långselet ingår i det delavrinningsområde (721679-157013) som SMHI kallar för Utloppet av Långselet. Medelhöjden är 346 meter över havet och ytan är 10,56 kvadratkilometer. Räknas de 548 avrinningsområdena uppströms in blir den ackumulerade arean 7 503,58 kvadratkilometer. Avrinningsområdets utflöde Umeälven mynnar i havet. Avrinningsområdet består mestadels av skog (81 procent). Avrinningsområdet har 1,88 kvadratkilometer vattenytor vilket ger det en sjöprocent på 17,7 procent.